# OKAZAKI MODELS
OKAZAKI MODELS（オカザキモデルズ）は、日本東京都港区南青山にあるモデルエージェンシー。商号は、有限会社岡崎事務所。

## 主な所属モデル(50音順)
- 石井たまよ
- ヴィヴィアン雅
- 黄前ナオミ
- 緒方ひとみ
- KAINO Yu
- 夏蓮
- 清友美玖
- 塩川美佳
- 陣内恵理子
- Chin-Kana（陳佳奈）
- 中原歩
- 浜島直子
- 明花
- 東 麻美
- 藤井敦子
- マイラ麗
- 松田佳子
- 松本孝美
- マリエスタ
- 森下久美
- Yae
- ラッセルマイア
- 梨奈カロリーナ

### 過去の所属者
- 美優
- 太田莉菜
- 上條恵理子